# Dojo de codificación
El dojo de codificación es una reunión entre varias personas que desean trabajar colectivamente en un desafío de programación. El desafío puede ser un problema algorítmico a resolver o una necesidad de implementar. Cada dojo de codificación se centra en un tema en particular y representa el objetivo de la sesión. Esta asignatura debería permitir aprender colectivamente a nivel técnico y sobre cómo tener éxito en el desafío. El ejercicio se puede realizar entre personas de una misma empresa, de una escuela o incluso de diferentes procedencias.
En estos se implementan técnicas de programación relacionadas con métodos ágiles y programación extrema como:
- Programación en pareja
- Desarrollo impulsado por pruebas

Es un ejercicio que tiende a desarrollarse desde 2009, aunque algunos clubes existen desde varios años.